# Koreaanse zilverspar
De Koreaanse zilverspar (Abies koreana) is een groenblijvende naaldboom die behoort tot de dennenfamilie (Pinaceae). Het is een langzaam groeiende plant die in siertuinen wordt aangeplant en als kerstboom geteeld wordt. De naalden vallen bij een afgezaagde boom niet uit.
De boom komt van nature voor in de bergen van het uiterste zuiden van Korea en wordt daar 6-16 m hoog. In Nederland wordt de boom niet hoger dan 3-4 m en is dan 2,5 m breed. De gladde schors is grijsbruin en bezet met harsblaasjes.
De takken zijn dicht bezet met zachte, omhoogstaande, aan de bovenzijde glimmende naalden. De 1,2-2,5 cm lange, platte, naar de top toe breder wordende naalden zijn donker- tot grijsgroen. Op de onderkant zijn de huidmondjes in twee zeer brede zilverwitte lengtestrepen, gescheiden door een smalle middennerf, gerangschikt. De punt van de naald is stomp en ingekeept.
De boom vormt al op jonge leeftijd veel 5-7,5 cm lange kegels, die in grote groepen op de takken staan. Hierdoor heeft de boom een hoge sierwaarde. De jonge kegels kleuren zilverblauw. De rijpe kegels kleuren bruin en vallen bij rijpheid uit elkaar. Alleen de spil blijft aan de tak zitten. Het zaad is in de herfst rijp.

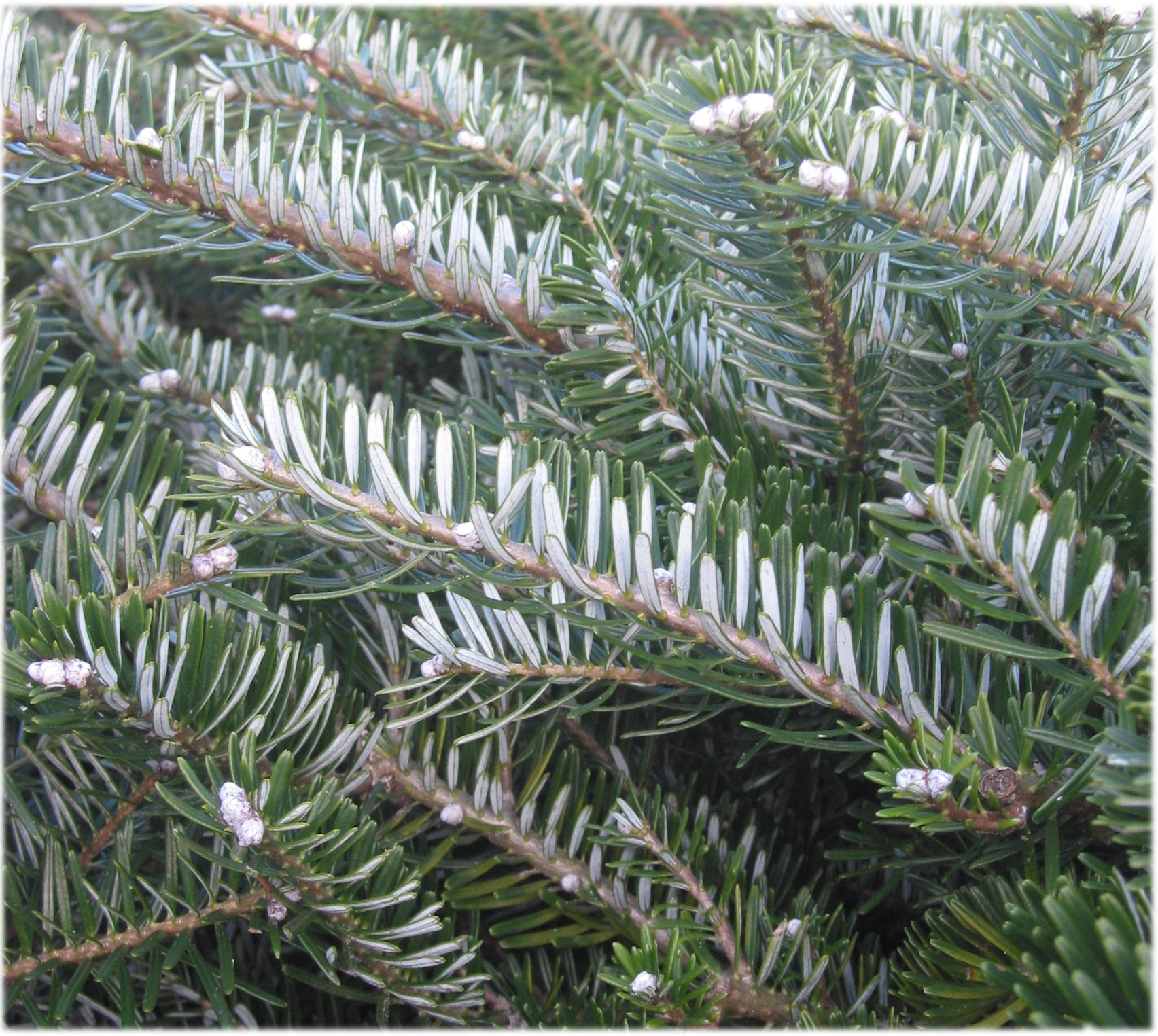
onderkant naalden
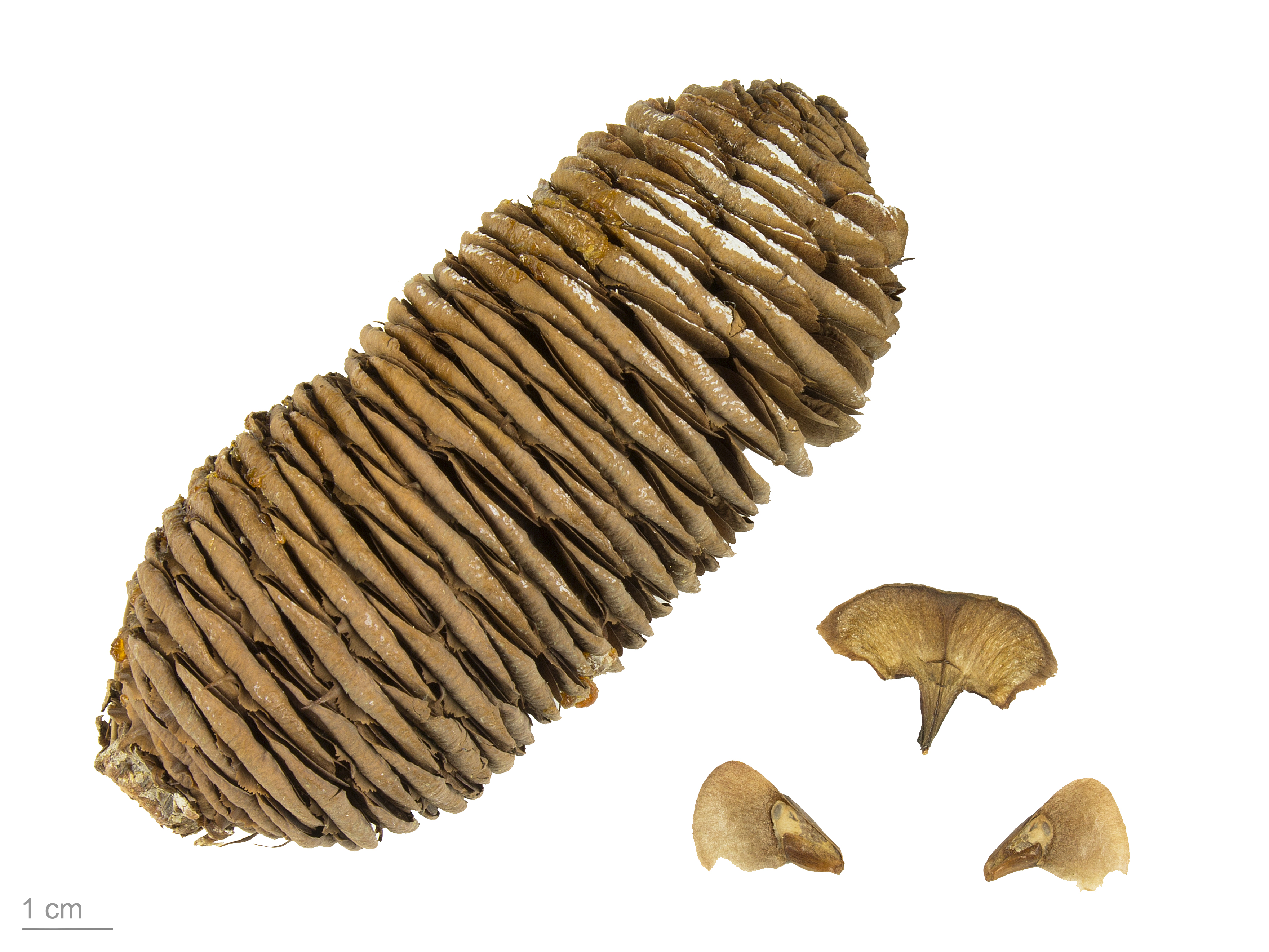
Abies koreana

... · 
A. alba (Gewone zilverspar) · 
A. balsamea (Balsemzilverspar) · 
A. cephalonica (Griekse zilverspar) · 
A. cilicica (Syrische zilverspar) · 
A. concolor (Coloradozilverspar) · 
A. fraseri (Fraserspar) · 
A. grandis (Reuzenzilverspar) · 
A. holophylla (Mantsjoerijse zilverspar) · 
A. homolepis (Nikko-zilverspar) · 
A. koreana (Koreaanse zilverspar) · 
A. nephrolepis (Oost-Siberische zilverspar) · 
A. nordmanniana (Kaukasische zilverspar) · 
A. pinsapo (Spaanse zilverspar) · 
A. procera (Edelspar) · 
A. sachalinensis (Sachalin-zilverspar) · 
A. sibirica (Siberische zilverspar) · 
A. veitchii (Japanse zilverspar) · 
...